# Özmert
Özmert ist ein türkischer männlicher Vorname und Familienname türkischer und persischer Herkunft, gebildet aus den Elementen Öz und mert. Özmert bezeichnet jemanden, der „wahrhaft großzügig“ ist.

## Namensträger

### Familienname
- Hakan Özmert (* 1985), türkischer Fußballspieler
- Hasan Semih Özmert (1921–2015), türkischer Jurist und Verfassungsrichter